# Adynaton
Mit Adynaton (von altgriechisch ἀδύνατος/ον adynatos/on, deutsch ‚unmöglich‘), Plural: Adynata, wird eine Aussage bezeichnet, in der jemand sagen will, dass etwas auf keinen Fall geschehen kann, dies aber indirekt zum Ausdruck bringt.
So heißt es zum Beispiel im Gleichnis vom Nadelöhr: „Eher geht ein Kamel durch ein Nadelöhr, als dass ein Reicher in das Reich Gottes gelangt.“ (Matthäus 19,24 ) Auf direktem Wege ausgedrückt hieße die gleiche Aussage: „Ein Reicher kommt niemals in das Reich Gottes.“ Das Wort „niemals“ wird also indirekt durch „Eher geht ein Kamel durch ein Nadelöhr“ ausgedrückt.
Dieser sprachliche „Trick“ wird Adynaton genannt: Umschreibung von „niemals, auf keinen Fall“ durch etwas, von dem man weiß, dass es unmöglich ist.

## Rhetorische Figur
Das Adynaton ist eine rhetorische Figur, die die Bedeutung oder Behauptungsstärke einer Aussage durch den (expliziten oder impliziten) Wahrscheinlichkeitsvergleich mit etwas Unmöglichem betont, nach dem Schema: „Eher geht die Welt unter, als dass…“. Das Adynaton stammt aus der altgriechischen Dichtung und wird ursprünglich meist im Zusammenhang eines Schwures, später abgeschwächt einer Beteuerung gebraucht. In der formalen Ausführung sind nach Maurach § 158 d (explizit) komparativische Adynata von nicht (nur implizit) komparativischen Adynata zu unterscheiden.

## Beispiele
Ältester Beleg ist das nicht-komparativische Adynaton bei Homer, Ilias I 233 ff.:

„Doch ich verkündige dir, und mit mächtigem Eide beschwör' ich's: 
 Bei dem Zepter allhier, das niemals Blätter und Zweige 
 Wieder erzeugt, seitdem es vom Stamm im Gebirge sich loswand, 
  Und nie wieder ergrünt […]“

Klassisches Beispiel der komparativischen Form ist Vergil, Bucolica I 59-63:

„Eher werden also leicht im Äther Hirsche weiden 
 und die Brandung nackt die Fische auf dem Strand verlassen, 
 eher wird, indem beide Himmelsrichtungen durcheinandergeraten, fern 
  entweder der Parther aus dem Arar trinken oder Germanien aus dem Tigris, 
  als dass aus unserem Herzen sein Antlitz entschwindet.“

Weitere musterhaft ausgeprägte Adynaton-Reihungen liegen etwa in den mit der Appendix Vergiliana überlieferten Dirae sowie, zum paradoxen Genuss einer kompletten Adynaton-Dichtung gesteigert, im spätantiken Gedicht Aurea concordi … der Dichterin Eucheria vor (Text und Übersetzung bei Helene Homeyer, S. 185–187). Die mittelalterliche, v. a. karolingische Dichtung verallgemeinert das Adynaton zum Topos der verkehrten Welt, der in parodistischer oder moralisierender Weise gebraucht wird (siehe Curtius Kap. 5 § 7).